# ژپچ
ژپچ (به لهستانی:  Rzepedź) یک روستا در لهستان است که در گمینا کومانگچا واقع شده‌است. ژپچ ۱٬۴۰۰ نفر جمعیت دارد.